# Факел (футбольный клуб, Варва)
«Факел» — украинский футбольный клуб из посёлка Варва (Черниговская область). Выступал во Второй лиге Украины (1996—1998). Домашней ареной команды являлся стадион «Юность», вместимостью 5000 человек.

## История

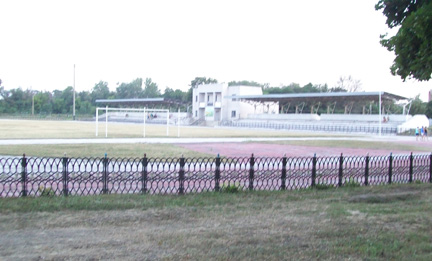
Стадион «Юность»

«Факел» основан 1963 году. Название было связано с тем, что Варвинский район известен газоперерабатывающей отраслью. С 1990 года как «Нефтяник» выступает в чемпионате Черниговской области. В начале 1990-х годов финансированием клуба занимался руководитель коммерческой фирмы «Интернационалист» Иван Сидоренко и директор Гнединского газоперерабатывающего завода Михаил Галушко.
В сезоне 1992/93 команда дебютировала в любительском чемпионате Украины. Позднее, команда вновь выступала как «Факел». В 1994 и 1995 года «Факел» становился победителем областного первенства. В сезоне 1995/96 как обладатель Кубка области команда играла в Кубке Украины, где дошла до 1/64 финала, уступив киевскому ЦСКА-Борисфену (0:2). Кроме того, в этом сезоне команда стала победителем своей группы в любительском чемпионате и вышла во Вторую лигу Украины. Лучшим бомбардиром команды тогда стал Валерий Саницкий, забивший шесть мячей.
В 1997 году команда заняла третье место на Кубке Подгорья, в 1998 году дошла до финала Мемориала Макарова,
Во Второй лиге Украины команда выступала на протяжении двух сезонов и дважды завоёвывала серебряные награды турнира. В декабре 1997 года в авиакатастрофе погиб президент клуба Ивана Сидоренко. Командой после этого занимался профком газоперерабатывающего завода, а команда вновь вернулась в любительский дивизион. В 1998 году команда заняла третье место на Кубке Каспия. В сезоне 1998/99 команда стала обладателем Кубка Украины среди любительских команд. В 2000 году команда стала победителем любительского чемпионата Украины. В 1999 и 2000 годах команда доходила до полуфинала Кубка Украины среди любительских команд. В 1999 году команда участвовала в Мемориале Кирсанова. С 1999 по 2002 год команда трижды завоёвывала титул сильнейшей команды областного первенства. В 2003 году команда снялась с розыгрыша любительского первенства турнира.

## Главные тренеры
- Голоколосов Александр Николаевич (1995—1996)
- Грищенко Виктор Николаевич (1996)
- Момот Анатолий Юрьевич (1996—2000)

## Достижения
- Серебряный призёр Второй лиги Украины (2): 1996/97 (группа «А»), 1997/98 (группа «В»)

## Статистика
| Чемпионат Украины | Чемпионат Украины   | Чемпионат Украины | Чемпионат Украины | Чемпионат Украины | Чемпионат Украины | Чемпионат Украины | Чемпионат Украины | Чемпионат Украины | Чемпионат Украины | Чемпионат Украины | Кубок Украины |
| Сезон             | Дивизион            | Дивизион          | Место             | И                 | В                 | Н                 | П                 | ГЗ                | ГП                | О                 | Кубок Украины |
| ----------------- | ------------------- | ----------------- | ----------------- | ----------------- | ----------------- | ----------------- | ----------------- | ----------------- | ----------------- | ----------------- | ------------- |
| 1995/96           | —                   | —                 | —                 | —                 | —                 | —                 | —                 | —                 | —                 | —                 | 1/64 финала   |
| 1996/97           | Вторая лига Украины | Группа «А»        | 2 из 16           | 30                | 18                | 7                 | 5                 | 40                | 20                | 61                | 1/64 финала   |
| 1997/98           | Вторая лига Украины | Группа «В»        | 2 из 17           | 30                | 18                | 6                 | 6                 | 48                | 23                | 60                | 1/64 финала   |